# DIRAS2
DIRAS2 (англ. DIRAS family GTPase 2) – білок, який кодується однойменним геном, розташованим у людей на 9-й хромосомі. Довжина поліпептидного ланцюга білка становить 199 амінокислот, а молекулярна маса — 22 485.
| 10         |  | 20         |  | 30         |  | 40         |  | 50         |
| ---------- |  | ---------- |  | ---------- |  | ---------- |  | ---------- |
| MPEQSNDYRV |  | AVFGAGGVGK |  | SSLVLRFVKG |  | TFRESYIPTV |  | EDTYRQVISC |
| DKSICTLQIT |  | DTTGSHQFPA |  | MQRLSISKGH |  | AFILVYSITS |  | RQSLEELKPI |
| YEQICEIKGD |  | VESIPIMLVG |  | NKCDESPSRE |  | VQSSEAEALA |  | RTWKCAFMET |
| SAKLNHNVKE |  | LFQELLNLEK |  | RRTVSLQIDG |  | KKSKQQKRKE |  | KLKGKCVIM  |

A: Аланін

C: Цистеїн

D: Аспарагінова кислота

E: Глутамінова кислота

F: Фенілаланін

G: Гліцин

H: Гістидин

I: Ізолейцин

K: Лізин

L: Лейцин

M: Метіонін

N: Аспарагін

P: Пролін

Q: Глутамін

R: Аргінін

S: Серин

T: Треонін

V: Валін

W: Триптофан

Кодований геном білок за функціями належить до фосфопротеїнів, ліпопротеїнів. 
Задіяний у такому біологічному процесі, як метилювання. 
Білок має сайт для зв'язування з нуклеотидами, ГТФ. 
Локалізований у клітинній мембрані, мембрані.